# Provincia de Gran Chimú
La provincia de Gran Chimú es una de las doce que conforman el departamento de La Libertad en el norte del Perú. Limita por el norte y por el este con el departamento de Cajamarca, por el sur con la provincia de Otuzco y por el oeste con la provincia de Ascope.
Desde el punto de vista jerárquico de la Iglesia católica, forma parte de la arquidiócesis de Trujillo.

## Historia
Los distritos de Cascas y Sayapullo pertenecieron anteriormente a la jurisdicción del departamento de Cajamarca. Se realizó una consulta popular en enero de 1989, en la cual ambos distritos eligieron anexarse al departamento de La Libertad. La anexión territorial se dio por Ley 25197, del 7 de febrero de 1990, y quedaron anexados geográficamente a la provincia de Otuzco y administrativamente a Trujillo.
Las gestiones para la creación de la provincia Gran Chimú datan de febrero de 1990. El cambio de nombre, de Alto Chicama (como fue denominado inicialmente en la propuesta de creación provincial) por el de Gran Chimú se debió a que existía en el Gobierno regional La Libertad dos propuestas de creación de provincias con el nombre de Alto Chicama. Una conformada en los distritos de Usquil, Charat y Huaranchal, con su capital, Usquil (que no se concretó); y la otra conformada por los distritos de Cascas, Lucma, Marmot y Sayapullo, con su capital, Cascas, por lo que se tuvo que cambiar el nombre a la propuesta, de Alto Chicama a Gran Chimú, que fue hecha en homenaje a los chimúes y en solidaridad histórica a la propuesta de que el departamento de La Libertad fuese llamado región del Gran Chimú. 
La provincia de Gran Chimú fue creada el 6 de diciembre de 1994 mediante Ley n.º 26398, dada en el gobierno del presidente Alberto Fujimori y sin consulta popular para Lucma y Marmot. Es un trabajo pendiente que el Congreso de la República debería evaluar, porque la creación no fue constitucional.

## División administrativa
La provincia tiene una extensión de 1284,77 km² y está dividida en 4 distritos:
1. Cascas, capital de la provincia.
2. Lucma
3. Marmot
4. Sayapullo

## Autoridades

### Regionales
- Consejero regional
  - 2019-2022: Karin Marly Vergara Portilla (Partido Democrático Somos Perú)

### Municipales
- 2011-2014[2]
  - Alcalde: Juan Julio Iglesias Gutiérrez, de Súmate-Perú Posible (PP).
  - Regidores: Segundo Gilberto Neyra Álvarez (Súmate-PP), Karla Gisela Díaz Alcántara (Súmate-PP), Richard Ronald Cumpa Saldaña (Súmate-PP), Josué Manuel Miranda León (Súmate-PP), Juan Miguel Luna Ríos (Súmate-PP), Lilia Consuelo Alva Iglesias (Alianza para el Progreso), Mery Amparito Zárate de Cabrera (Partido Aprista Peruano).[3]

### Policiales
- Comisario: Mayor PNP

### Religiosas
- Arquidiócesis de Trujillo[4]
  - Arzobispo de Trujillo: Monseñor Héctor Miguel Cabrejos Vidarte, OFM.[5]
- Parroquia Virgen del Rosario
  - Párroco: Pbro.

## Festividades
En Cascas se celebran dos fiestas muy importantes:
- Fiesta Patronal de la Virgen del Rosario de Chiquinquirá, día central: 28 de octubre;
- Feria Regional de la Uva, última semana de julio.